# وزارة الأسرة وكبار السن والنساء والشباب
الوزارة الاتحادية للأسرة وكبار السن والنساء والشباب (بالألمانية: Bundesministerium für Familie, Senioren, Frauen und Jugend) تختصر BMFSFJ، هي وزارة اتحادية في جمهورية ألمانيا الاتحادية يقع مقرها الرئيسي في برلين ولها مقر فرعي في مدينة بون. يرأس الوزارة منذ 25 نيسان 2022 ليزا باوس من حزب الخضر.

## لمحة تاريخية
تأسست المنظمة الأساسية الأولى في عام 1953 باسم الوزارة الاتحادية لشؤون الأسرة (Bundesministerium für Familienfragen). في عام 1957، تم تغييرها إلى وزارة شؤون الأسرة والشباب (Bundesministerium für Familien- und Jugendfragen) وفي عام 1963 إلى الوزارة الاتحادية للأسرة والشباب (Bundesministerium für Familie und Jugend. في عام 1969 بعد دمج الوزارة الاتحادية للصحة (Bundesministerium für Gesundheit, أنشئت في عام 1961)، تم تغييرها إلى الوزارة الاتحادية للشباب والأسرة والصحة (Bundesministerium für Jugend, Familie und Gesundheit). في عام 1986، تم تغيير اسمها إلى الوزارة الاتحادية للشباب، الأسرة، المرأة والصحة (Bundesministerium für Jugend, Familie, Frauen und Gesundheit). تمت إزالة مجال الصحة في عام 1991 ونقل إلى الوزارة الاتحادية للصحة. الوزارة المتبقية قسمت إلى الوزارة الاتحادية للمرأة والشباب (Bundesministerium für Frauen und Jugend)، والوزارة الاتحادية للأسرة وكبار السن (Bundesministerium für Familie und Senioren). في عام 1994، تم دمج الوزارات المقسمة في الوزارة الاتحادية للأسرة وكبار السن والنساء والشباب (Bundesministerium für Familie, Senioren, Frauen und Jugend).

## الوزراء
الأحزاب السياسية:

  CDU

  SPD

  الخضر
| شاغل المنصب (الميلاد-الوفاة)           | شاغل المنصب (الميلاد-الوفاة)        | الصورة                 | الحزب                  | فترة الولاية         | فترة الولاية         | المستشار (الحكومة)                                                                               |
| وزير شؤون الأسرة                       | وزير شؤون الأسرة                    | وزير شؤون الأسرة       | وزير شؤون الأسرة       | وزير شؤون الأسرة     | وزير شؤون الأسرة     | وزير شؤون الأسرة                                                                                 |
| -------------------------------------- | ----------------------------------- | ---------------------- | ---------------------- | -------------------- | -------------------- | ------------------------------------------------------------------------------------------------ |
|                                        | فرانتس يوزيف فورميلينع ‏ (1900–1986) |                        | CDU                    | 20 تشرين الأول 1953  | 29 تشرين الأول 1957  | كونراد أديناور (حكومة أديناور الثانية)                                                           |
| وزير شؤون الأسرة والشباب               |                                     |                        |                        |                      |                      |                                                                                                  |
|                                        | فرانتس يوزيف فورميلينع (1900–1986)  |                        | CDU                    | 29 تشرين الأول 1957  | 13 كانون الأول 1962  | كونراد أديناور (حكومة أديناور الثالثة • حكومة أديناور الرابعة)                                   |
|                                        | برونو هيك (1917–1989)               |                        | CDU                    | 14 كانون الأول 1962  | 11 تشرين الأول 1963  | كونراد أديناور (حكومة أديناور الخامسة)                                                           |
| وزير الأسرة والشباب                    |                                     |                        |                        |                      |                      |                                                                                                  |
|                                        | برونو هيك (1917–1989)               |                        | CDU                    | 17 تشرين الأول 1963  | 2 تشرين الأول 1968   | لودفيغ إيرهارت (حكومة إيرهارد الأولى • حكومة إيرهارد الثانية) كورت غيورغ كيزينغر (حكومة كيزينغر) |
|                                        | آينه براوكزيبه ‏ (1912–1997)         |                        | CDU                    | 16 تشرين الأول 1968  | 21 تشرين الأول 1969  | كورت غيورغ كيزينغر (حكومة كيزينغر)                                                               |
| وزير الشباب والأسرة والصحة             |                                     |                        |                        |                      |                      |                                                                                                  |
|                                        | كيته شتروبل (1907–1996)             |                        | SPD                    | 22 تشرين الأول 1969  | 15 كانون الأول 1972  | ويلي براندت (حكومة براندت الأولى)                                                                |
|                                        | كاتارينا فوكه ‏ (1922–2016)          |                        | SPD                    | 15 كانون الأول 1972  | 14 كانون الأول 1976  | ويلي براندت (حكومة براندت الثانية) هلموت شميت (حكومة شميدت الأولى)                               |
|                                        | أنتيه هوبر ‏ (1924–2015)             |                        | SPD                    | 16 كانون الأول 1976  | 28 نيسان 1982        | هلموت شميت (حكومة شميدت الثانية • حكومة شميدت الثالثة)                                           |
|                                        | أنكه فوكس (م. 1937)                 |                        | SPD                    | 28 نيسان 1982        | 1 تشرين الأول 1982   | هلموت شميت (حكومة شميدت الثالثة)                                                                 |
|                                        | هاينر غايسلر (1930–2017)            |                        | CDU                    | 4 تشرين الأول 1982   | 26 أيلول 1985        | هلموت كول (حكومة كول الأولى • حكومة كول الثانية)                                                 |
|                                        | ريتا زوسموت (م. 1937)               |                        | CDU                    | 26 أيلول 1985        | 5 حزيران 1986        | هلموت كول (حكومة كول الثانية)                                                                    |
| وزير الشباب والأسرة والمرأة والصحة     |                                     |                        |                        |                      |                      |                                                                                                  |
|                                        | ريتا زوسموت (م. 1937)               |                        | CDU                    | 6 حزيران 1986        | 9 كانون الأول 1988   | هلموت كول (حكومة كول الثانية • حكومة كول الثالثة)                                                |
|                                        | أورسولا لير (م. 1930)               |                        | CDU                    | 9 كانون الأول 1988   | 18 كانون الثاني 1991 | هلموت كول (حكومة كول الثالثة)                                                                    |
| وزير الأسرة وكبار السن                 | وزير الأسرة وكبار السن              | وزير الأسرة وكبار السن | وزير الأسرة وكبار السن | 18 كانون الثاني 1991 | 17 تشرين الثاني 1994 | هلموت كول (حكومة كول الرابعة)                                                                    |
|                                        | هانيلوره رونش ‏ (م. 1942)            |                        | CDU                    | 18 كانون الثاني 1991 | 17 تشرين الثاني 1994 | هلموت كول (حكومة كول الرابعة)                                                                    |
| وزير المرأة والشباب                    |                                     |                        |                        | 18 كانون الثاني 1991 | 17 تشرين الثاني 1994 | هلموت كول (حكومة كول الرابعة)                                                                    |
|                                        | أنغيلا ميركل (م. 1954)              |                        | CDU                    | 18 كانون الثاني 1991 | 17 تشرين الثاني 1994 | هلموت كول (حكومة كول الرابعة)                                                                    |
| وزير الأسرة وكبار السن والمرأة والشباب |                                     |                        |                        |                      |                      |                                                                                                  |
|                                        | كلاوديا نولته (م. 1966)             |                        | CDU                    | 17 تشرين الثاني 1994 | 26 تشرين الأول 1998  | هلموت كول (حكومة كول الخامسة)                                                                    |
|                                        | كريستينه بيرغمان ‏ (م. 1939)         |                        | SPD                    | 27 تشرين الأول 1998  | 22 تشرين الأول 2002  | غيرهارد شرودر (حكومة شرودر الأولى)                                                               |
|                                        | ريناته شميدت ‏ (م. 1943)             |                        | SPD                    | 22 تشرين الأول 2002  | 22 تشرين الثاني 2005 | غيرهارد شرودر (حكومة شرودر الثانية)                                                              |
|                                        | أورسولا فون دير لاين (م. 1958)      |                        | CDU                    | 22 تشرين الثاني 2005 | 30 تشرين الثاني 2009 | أنغيلا ميركل (حكومة ميركل الأولى)                                                                |
|                                        | كريستينا شرودر (م. 1977)            |                        | CDU                    | 30 تشرين الثاني 2009 | 17 كانون الأول 2013  | أنغيلا ميركل (حكومة ميركل الثانية)                                                               |
|                                        | مانويلا شفسيغ (م. 1974)             |                        | SPD                    | 17 كانون الأول 2013  | 2 حزيران 2017        | أنغيلا ميركل (حكومة ميركل الثالثة)                                                               |
|                                        | كاتارينا بارلي (م. 1968)            |                        | SPD                    | 2 حزيران 2017        | 14 آذار 2018         | أنغيلا ميركل (حكومة ميركل الثالثة)                                                               |
|                                        | فرانسيسكا جيفاي (م. 1978)           |                        | SPD                    | 14 آذار 2018         | 20 أيار 2021         | أنغيلا ميركل (حكومة ميركل الرابعة)                                                               |
|                                        | كريستينه لامبريشت (م. 1965)         |                        | SPD                    | 20 أيار 2021         | 8 كانون الأول 2021   | أنغيلا ميركل (حكومة ميركل الرابعة)                                                               |
|                                        | آنه شبيغل (م. 1980)                 |                        | الخضر                  | 8 كانون الأول 2021   | 25 نيسان 2022        | أولاف شولتس (حكومة شولتس)                                                                        |
|                                        | ليزا باوس (م. 1968)                 |                        | الخضر                  | 25 نيسان 2022        | في المنصب            | أولاف شولتس (حكومة شولتس)                                                                        |

## روابط خارجية
- الموقع الرسمي للوزارة BMFSFJ (باللغة الألمانية)